# Julie Fitzgerald
Julie Fitzgerald es una deportista australiana que compitió en judo. Ganó una medalla de plata en el Campeonato de Oceanía de Judo de 1983 en la categoría de –48 kg.

## Palmarés internacional
| Campeonato de Oceanía | Campeonato de Oceanía | Campeonato de Oceanía | Campeonato de Oceanía |
| Año                   | Lugar                 | Medalla               | Categoría             |
| --------------------- | --------------------- | --------------------- | --------------------- |
| 1983                  | Numea (Francia)       | Medalla de plata      | –48 kg                |